# Kim Un-hyang (tuffatrice)
Kim Un-hyang (21 ottobre 1991) è una tuffatrice nordcoreana.

## Biografia
È nato nello Pyeonganbuk in Corea del Nord. Ha rappresentato la Corea del Nord a tre edizioni consecutive dei Giochi olimpici: Pechino 2008, Londra 2012 e Rio de Janeiro 2016.
Ha vinto la medaglia di bronzo ai campionati mondiali di nuoto 2017 nella piattaforma 10 metri sincro.

## Palmarès
- Mondiali

Kazan' 2015: bronzo nella piattaforma 10m. sincro;
- Giochi asiatici

Incheon 2014: argento nella piattaforma 10m. sincro; bronzo nella piattaforma 10m.;
- Universiadi

Taipei 2017: argento nella piattaforma 10 m;